# Nikki Craft
Nikki Craft (née en 1949) est une militante politique et féministe, écrivaine et artiste américaine.

## Militantisme
En 1979, Craft participa à l'organisation du premier Mythe Californien contre les concours de beauté à Santa Cruz, en Californie. Elle prit part à diverses actions durant neuf ans contre ces spectacles, notamment en jetant de la viande crue sur scène et en déversant le sang de femmes violées au-travers du hall d'entrée d'un de ces concours. Les manifestations étaient tellement fortes que le concours de Miss Californie fut déplacé à San Diego. En 1988, une gagnante d'un concours local sortit une bannière de son soutien-gorge lors de l'élection étatique sur laquelle était inscrite "Les concours de beauté blessent toutes les femmes". Un documentaire, Miss or Myth étudie ces manifestations.

### 1980s
Craft a été arrêtée en août 1984 alors qu'elle prenait un bain de soleil nue au Cape Cod National Seashore et qu'elle refusait de remettre son maillot. Elle a ensuite organisé un recours collectif en faveur de the Naturist Society et contre le gouvernement fédéral qui est le gérant de la plage. Plus tard dans la procédure, elle se retira avec d'autres de l'affaire en raison des concessions de l'avocat de la Naturist Society aux responsables de la tenue vestimentaire exigée aux visiteurs de la plage. Ces concessions prévoyaient une discrimination suivant les sexes, notamment l'obligation faite aux femmes de couvrir leurs seins.
En 1986, Craft a été arrêtée à Rochester, dans l'État de New York avec six autres femmes qui étaient seins-nus en public. Le cas a été débouté en appel six ans plus tard, affaiblissant ainsi la loi de l'État de New York sur "l'exhibition d'une personne" et en particulier son application à l'exposition des seins des femmes,,.